# 헤르베르트 비머
헤르베르트 "하키" 비머 (Herbert "Hacki" Wimmer, 1944년 11월 9일, 오이펜 ~ ) 은 은퇴한 독일의 축구선수이다. 그는 소속팀이었던 보루시아 묀헨글라트바흐 소속으로 5차례 분데스리가 우승과, 한차례의 UEFA컵 우승을 거두었고, 국가대표팀에 차출되어 UEFA 유로 1972와 1974년 FIFA 월드컵을 우승하였다.
헤르베르트 비머는 하위 리그에 속한 보루시아 브란트 (아헨 인근을 연고로 하는 클럽)의 유소년팀을 거쳤다. 1966년에서 1978년 사이, 그는 보루시아 묀헨글라트바흐 소속으로 366경기에 출장하여 51골을 득점하였다. 그는 소속 클럽을 이끌고 5차례의 분데스리가 우승 (1969-70, 1970-71, 1974-75, 1975-76, 1976-77), 한차레의 DFB-포칼 (1972-73), 한차례의 UEFA컵 우승 (1974-75) 을 거두었다.
그는 초기에 공격수로 활약하였으나, 보루시아 묀헨글라트바흐에서 타 스타 선수들을 위해 수비적인 위치에서 미드필더이자 플레이메이커인 귄터 네처 등을 돕는 역할을 맡았다. 그는 무한 체력으로, 강철 폐라는 명칭을 얻었다. 그는 절대로 경기가 진행되는 동안 체력이 떨어지지 않아 타 선수들에게 모범을 보였다.
1968년에서 1976년 사이, 비머는 서독 국가대표팀에 차출되어 36경기에 활약하여 4번 골을 득점하였다. 그는 UEFA 유로 1972에 소련과의 결승에서 두 번째 골을 득점하여, 최종적으로 3-0 승리를 견인하였다. 1974년 FIFA 월드컵에서 그는 두경기에 출장하였다.

## 수상

### 클럽
- 분데스리가:
  - 우승: 1969-70, 1970-71, 1974-75, 1975-76, 1976-77
  - 준우승: 1973-74, 1977-78
- DFB-포칼: 1972-73
- UEFA컵:
  - 우승: 1974-75
  - 준우승: 1972-73
- 유러피언컵 준우승: 유러피언컵 1976-77

### 국가대표팀
- FIFA 월드컵: 1974
- UEFA 유럽 축구 선수권 대회
  - 우승: 1972
  - 준우승: 1976